# Belavanaki, Ron
Belavanaki là một làng thuộc tehsil Ron, huyện Gadag, bang Karnataka, Ấn Độ.